# Electrophaes
Electrophaes là một chi bướm đêm trong phân họ Larentiinae.

## Hình ảnh

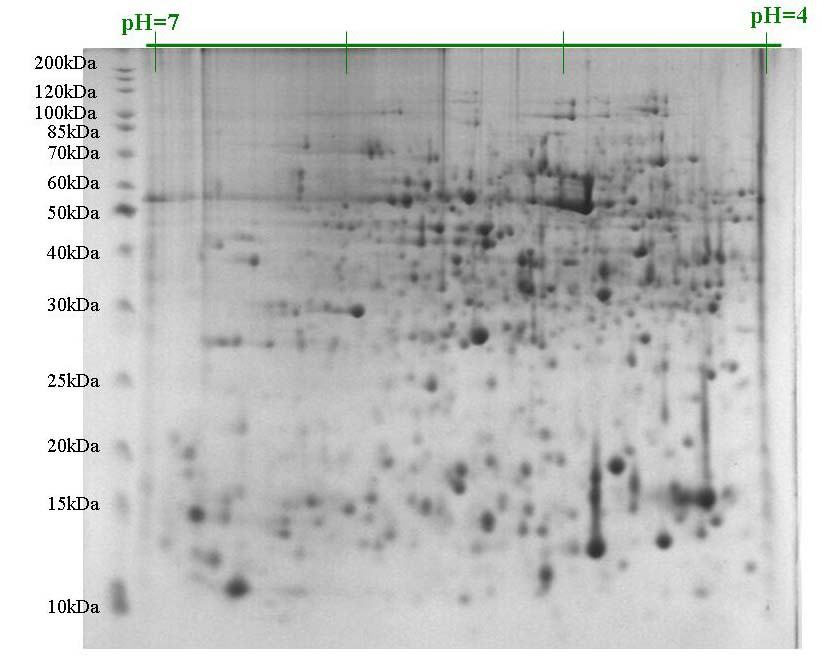

## Các loài
- Electrophaes aggrediens
- Electrophaes albida
- Electrophaes albipunctaria
- Electrophaes albocrenata
- Electrophaes aliena
- Electrophaes aspretifera
- Electrophaes atrofasciata
- Electrophaes aurata
- Electrophaes brunnescens
- Electrophaes chimakaleparia
- Electrophaes chrysodeta
- Electrophaes chrysophaës
- Electrophaes corylata – Broken-barred Carpet (Thunberg, 1792)
- Electrophaes costaclausa
- Electrophaes costimaculata
- Electrophaes cryopetra
- Electrophaes cyria
- Electrophaes defracta
- Electrophaes degenerata
- Electrophaes dissecta
- Electrophaes effusaria
- Electrophaes ephoria
- Electrophaes euryleuca
- Electrophaes fabrefactaria
- Electrophaes fervidaria
- Electrophaes fulgidaria
- Electrophaes glaucata
- Electrophaes granitalis
- Electrophaes interrupta
- Electrophaes interruptata
- Electrophaes intertexta
- Electrophaes mesodonta
- Electrophaes moltrechti
- Electrophaes nigrifulvaria
- Electrophaes niveonotata
- Electrophaes niveopicta
- Electrophaes perpulchra
- Electrophaes recens (Inoue, 1982)
- Electrophaes rhacophora
- Electrophaes ruptaria
- Electrophaes ruptata
- Electrophaes subochraria
- Electrophaes taiwana
- Electrophaes tsermosaria
- Electrophaes unicolorata
- Electrophaes westi
- Electrophaes zaphenges